# جائحة الأنفلونزا في عام 1510
في عام 1510، ظهر مرض تنفسي حاد في آسيا قبل أن ينتشر عبر شمال أفريقيا وأوروبا خلال أول وباء للإنفلونزا بين المناطق تم تدوينه ومعترف به بشكل عام من قبل المؤرخين الطبيين وأخصائيي الوبائيات. وقد تم توثيق الأمراض الشبيهة بالأنفلونزا في أوروبا منذ شارلمان على الأقل، مع تفشي 1357 أول من يطلق عليه الأنفلونزا، ولكن وباء 1510 هو أول وباء الإنفلونزا 1510 هو أول من يوصف بشكل مرضي بعد التقدم في الاتصالات التي حققتها المطبعة. أصبح الإنفلونزا على نطاق أوسع يشار إليها باسم كوكيوتش كوكوليتشو في فرنسا وصقلية خلال هذا الوباء، وأصبحت الاختلافات التي الأسماء الأكثر شعبية للإنفلونزا في أوروبا الحديثة في وقت مبكر. تسبب الوباء في اضطراب كبير في الحكومة والكنيسة والمجتمع مع إصابة شبه شاملة ومعدل وفيات حوالي 1٪

## قارة آسيا
يشتبه في أن أنفلونزا 1510 نشأ في شرق آسيا، وربما الصين كتب جريجور هورست في أوبروم ميديكوروم تومبوس بريموس (1661) أن المرض جاء من آسيا وانتشر على طول طرق التجارة قبل مهاجمة الشرق الأوسط وشمال إفريقيا واقترح الكاتب الطبي الألماني يوستوس هيكر أن أنفلونزا 1510 جاءت على الأرجح من آسيا بسبب الطبيعة التاريخية للأنفلونزا الأخرى التي نشأت هناك في الأوبئة الحديثة.

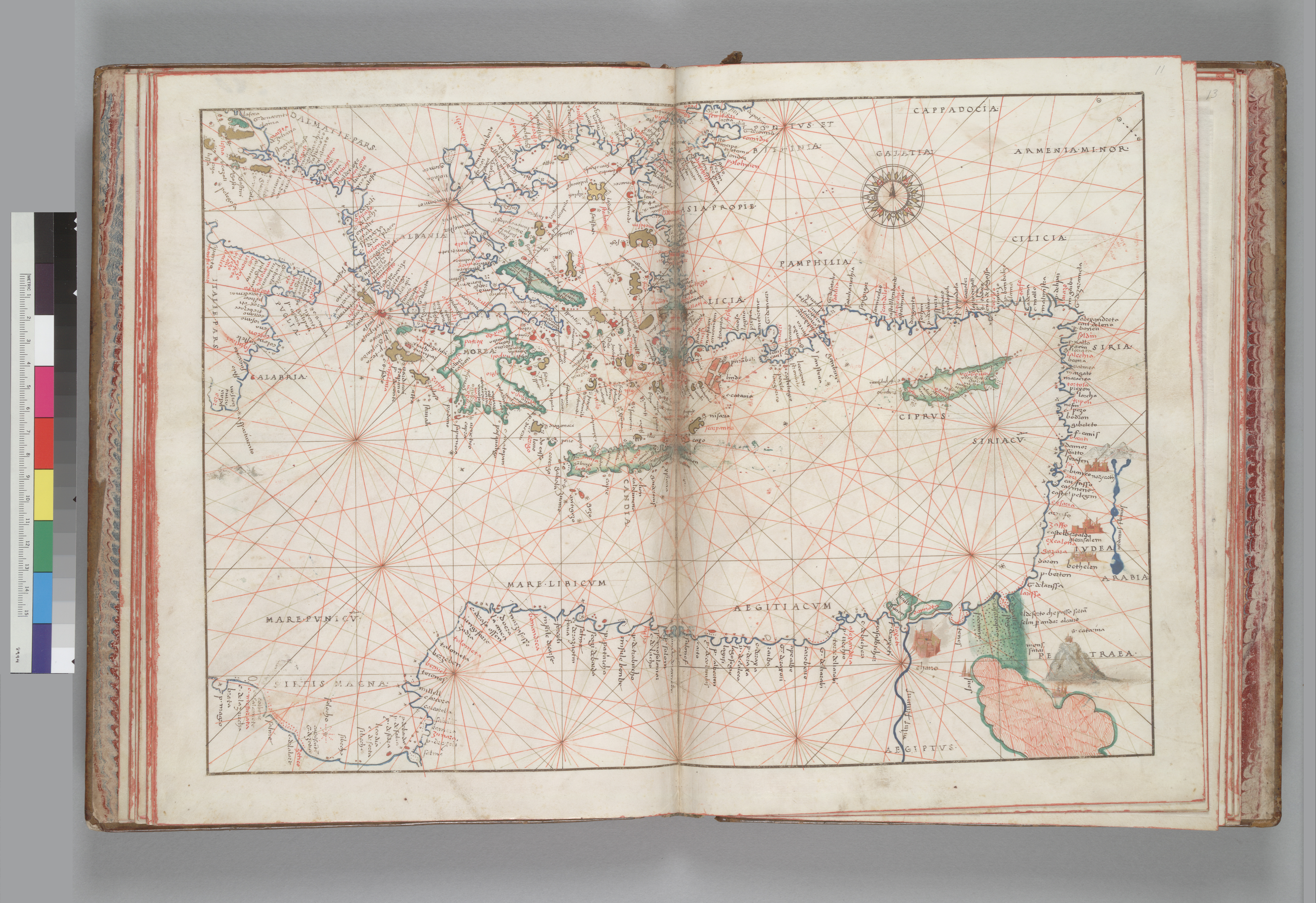
انتشرت الأنفلونزا في شمال إفريقيا قبل وصولها إلى أوروبا.

### الشرق الأوسط
يشتبه في أن أنفلونزا 1510 نشأت في شرق آسيا، وربما الصين. كتب جريجور هورست في أوبروم ميديكوروم تومبوس بريموس (1661) أن المرض جاء من آسيا وانتشر على طول طرق التجارة قبل مهاجمة الشرق الأوسط وشمال إفريقيا. اقترح الكاتب الطبي الألماني يوستوس هيكر أن أنفلونزا 1510 جاءت على الأرجح من آسيا بسبب الطبيعة التاريخية للأنفلونزا الأخرى التي نشأت هناك في الأوبئة الحديثة.

## أفريقيا
المفهوم العام للإنفلونزا 1510 قد انتشرت في إفريقيا قبل أوروبا. من المحتمل أن تكون الإنفلونزا منتشرة على نطاق واسع في شمال إفريقيا قبل أن تعبر القارات عبر البحر الأبيض المتوسط، ووصلت إلى مالطا حيث اعتقد المؤرخ الطبي البريطاني توماس شورت أن «جزيرة ميليت في إفريقيا» أصبحت نقطة انطلاق إنفلونزا عام 1510 إلى أوروبا.

وصل المرض إلى مالطا على طواقم مصابة في إفريقيا.

## أوروبا
وقد تمكنت المدن الأوروبية التي تنتقل دولياً وطبيعة الإنفلونزا الشديدة العدوى من انتشارها بين السكان الأوروبيين. وقد أدت الإنفلونزا التي يبلغ عددها 1510 إلى تعطيل المحاكم الملكية والخدمات الكنسية والحياة الاجتماعية في جميع أنحاء أوروبا. لاحظ المؤرخون المعاصرون وأولئك الذين قرأوا حساباتهم كيف تم مهاجمة مجموعات كاملة في وقت واحد، وهي الطريقة التي تلقى بها المرض أول اسم الإنفلونزا (من الاعتقاد بأن مثل هذه الفاشيات كانت ناجمة عن تأثيرات مثل النجوم أو البرد). أستاذ تورينو فرانسيسكو فاليريولي (الملقب فاليريلا) يكتب أن انفلونزا 1510 ظهرت «انقباض التنفس، والبدء بحة الصوت و... يرتجف. لم يمض وقت طويل بعد أن يكون هناك الفكاهة المطبوخة التي تملأ الرئتين». ووصف أطباء مثل فاليريولا انفلونزا 1510 بأنها أكثر فتكاً بالأطفال وأولئك الذين نزفوا. وأشار المحامي فرانشيسكو مورالوتو إلى أن «المرض قتل 10 أشخاص من أصل ألف شخص في يوم واحد»، مما يدعم معدل وفيات حوالي 1%.

### صقلية والممالك الإيطالية

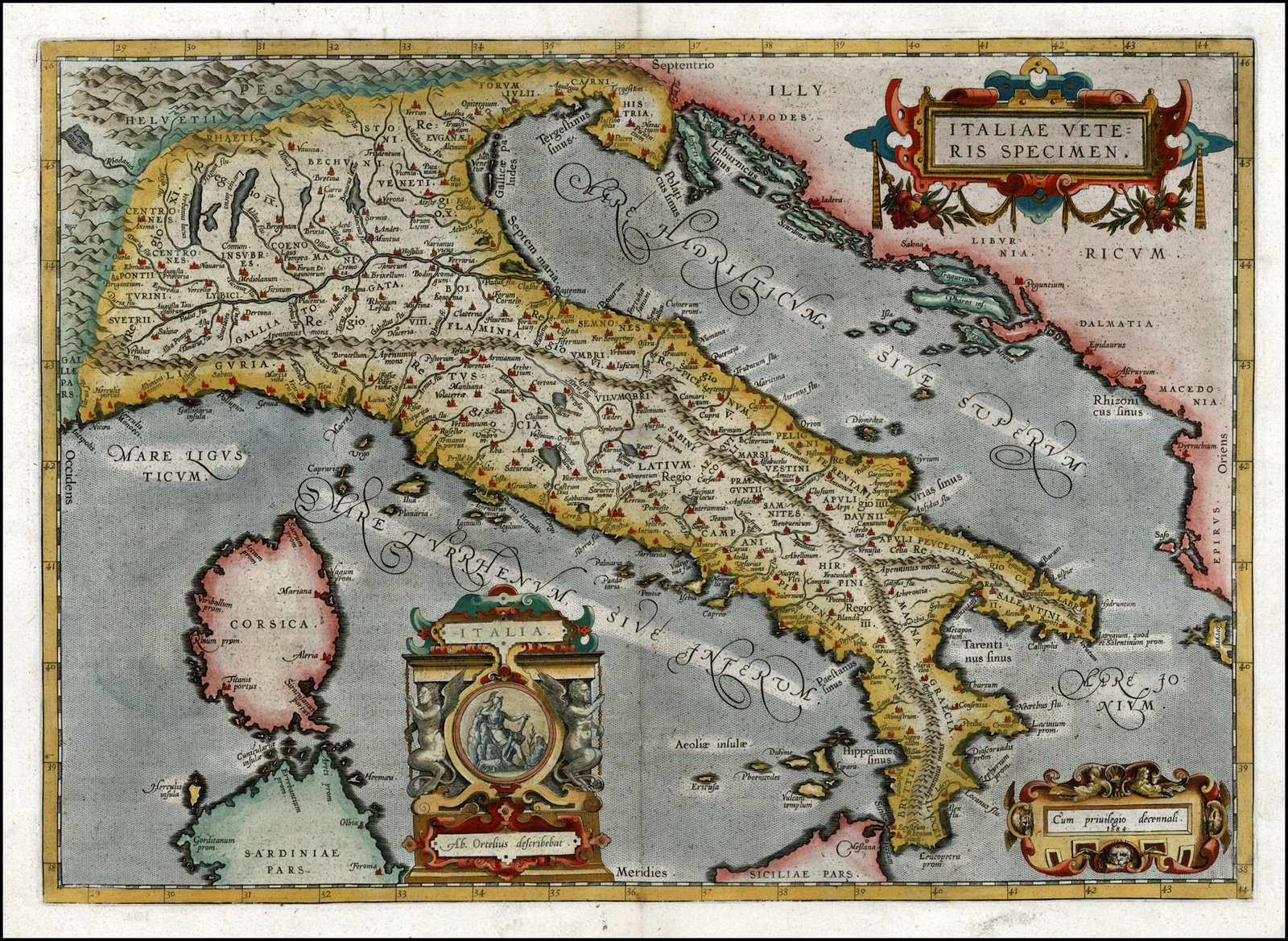
وصلت الأنفلونزا إلى صقلية من مالطا ، وانتشرت بسرعة على طول الساحل الإيطالي.

بدأت أول حالات الأنفلونزا تظهر في صقلية حوالي يوليو بعد وصول السفن التجارية المصابة من مالطا. في صقلية كان يسمى عادة كوكليتشولأغطية المرضى غالبا ما ارتدى فوق رؤوسهم. وسرعان ما انتشرت الأنفلونزا على طول سواحل البحر الأبيض المتوسط في إيطاليا وجنوب فرنسا عبر السفن التجارية التي تغادر الجزيرة.
في إميليا رومانيا، سجل توماسينو دي بيانكي تعافي الحالات الأولى لميسنا في 13 يوليو 1510، وكتب أنه في المدينة «يظهر مرض يستمر ثلاثة أيام مع حمى كبيرة، وصداع ثم ترتفع... ولكن لا يزال هناك سعال الرهيبة التي تستمر ربما ثمانية أيام، ومن ثم أنها تتعافى». وتشير هذه البيانات إلى أن الحالات الأولى من الإنفلونزا، التي تمتد فترة حضانة ها من يوم إلى أربعة أيام، بدأت تُسَلَض في منطقة إميليا رومانيا في أواخر حزيران/يونيه أو أوائل تموز/يوليه. في بولونيا، أصيب شاب يبلغ من العمر 8 سنوات يدعى أوغو بانكوباغني، الذي أصبح فيما بعد البابا غريغوري الثالث عشر، بمرض خطير مع الإنفلونزا لكنه تعافى دون مضاعفات دائمة
وارجع البابا جوليوس الثاني تفشي المرض في روما والكرسي الرسولي إلى غضب الله. البابا غريغوري الثالث عشر في وقت لاحق إلقاء اللوم على 1510 الأنفلونزا في فرنسا على مقاومة الملك لويس الثاني عشر للسلطة الإلهية.

### أوروبا الوسطى

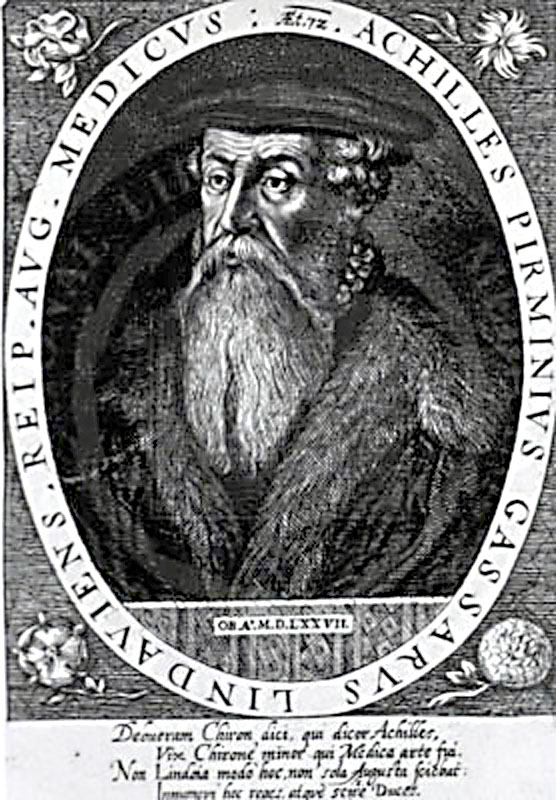
يذكر أخيل جاسر وباء "الحمى النزلية" في ألمانيا العليا.

انتشرت الإنفلونزا عبر جبال الألب إلى سويسرا والإمبراطورية الرومانية المقدسة. في سويسرا تم توثيقه على أنه يسمى داس غروبي من قبل مؤرخ اخليل أنطون تيغنفيلد، وهو لقب الإنفلونزا الذي يفضله الأوروبيون الناطقون بالألمانية. ويبدو أن مرضاً تنفسياً قد هدد كانتون آرغوا في يونيو/حزيران، مع إصابة السكان بالمرض بسبب الشم والسعال والتعب. سجل الطبيب الألماني أخيل غاسر وباء قاتل ينتشر فوق الممالك العليا للإمبراطورية الرومانية المقدسة، متفرعة إلى المدن و «البشرية كلها:» الجزء العلوي منها رائع جدًا وألمانيا بأكملها، وهذا هو محاربته بين مدن الرجال الذين سيأكلون الوباء، الذي من خلاله يعاني الأشخاص الذين يعانون من حالات النزلات من 4 أو 5 من المرضى، وبسبب السبب، إلى قمة الأشخاص المرهقين والعاطفين، مثل الفريني، الأيام التي كانت مستعرة، ومرة أخرى ثم بقوة، عدد صغير جدًا، من خلال مرافقة بريك
تشير رسائل أندريه دي بورغو المؤرخة 24 أغسطس 1510 إلى أن مارغريت النمساوية اضطرت إلى التدخل في جمعية ملكية بين والدها الإمبراطور الروماني المقدس ماكسيميليان الأول ولويس الثاني عشر ملك فرنسا لأن ملك فرنسا كان مريضاً للغاية مع «كوكيو» بحيث لا يمكن التحدث إليه. انتشرت الأنفلونزا من الإمبراطورية الرومانية المقدسة باتجاه شمال أوروبا ودول البلطيق والغرب باتجاه فرنسا وإنجلترا

### فرنسا

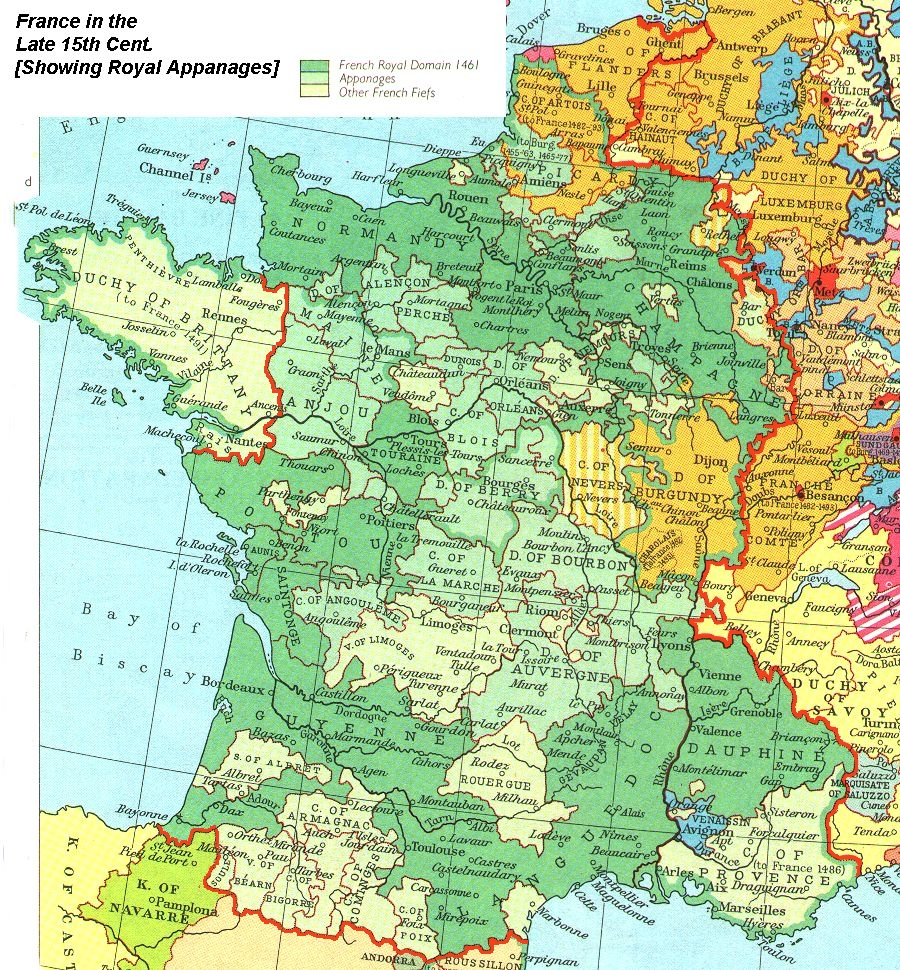
وسرعان ما انتشر إلى المدن الساحلية الجنوبية لفرنسا أولاً ، ثم غربًا من جبال الألب إلى باريس.

وصوله على متن البحارة المصابين من صقلية، ضربت الإنفلونزا مملكة فرنسا من خلال موانئ مرسيليا ونيس وانتشرت من خلال الحشود الدولية من أحواض بناء السفن. كان يشار إليها باسم سيفيليا كاترينا بين الأطباء الفرنسيين، ولكن أكثر شيوعا فقط دعا كوتشيلو. يتتبع المؤرخ فرانسوا يوديس دي موزراي أصول ال كوتشيلا في 1410 عندما كان المصابون يرتدون غطاء محرك السيارة الذي يشبه الاكويلشونات، وهو نوع من البقر الراهب. ووصف الجراح الفرنسي أمبرواز باريه الفاشية بأنها كانت "فتنة الروماتيزم في الرأس... مع انقباض القلب والرئتين". نشر التجار والحجاج وغيرهم من المسافرين من الجنوب والشرق الفيروس في جميع أنحاء غرب البحر الأبيض المتوسط في يوليو/ تموز. بحلول أغسطس كان قد ظهر في جولات وروج نفسه بسرعة في جميع أنحاء فرنسا، مقزز البلد بأكمله بحلول سبتمبر. كتب الشاعر والمؤرخ الفرنسي جان بوشيه، الذي يعمل في الديوان الملكي للملك لويس الثاني عشر، أن الوباء "ظهر في مملكة فرنسا بأكملها، بقدر ما يظهر في المدن كما في الريف.
كوكلوش يملأ المستشفيات الفرنسية بسبب شدة الإنفلونزا في باريس، الجمعية الوطنية التي عقدت في الشهر التاسع من العام 1510 تأجيلهنري الثالث طبيب في فرنسا جان فينيليوس مقارنة 1557 وباء الأنفلونزا مع 1510 سنة، الجميع لديه حمى، وخفيفة الوزن، سعال شديد.كل يوم بلغ ما يصل 1000 الباريسيين الذين ماتوا في ذروة « 1510 »، وذكر ميزيري أنه تعطل الإجراءات القضائية والجامعات، حيث انتشر وباء الأنفلونزا في فرنسا على نطاق أوسع وأكثر فتكا من أي بلد آخر

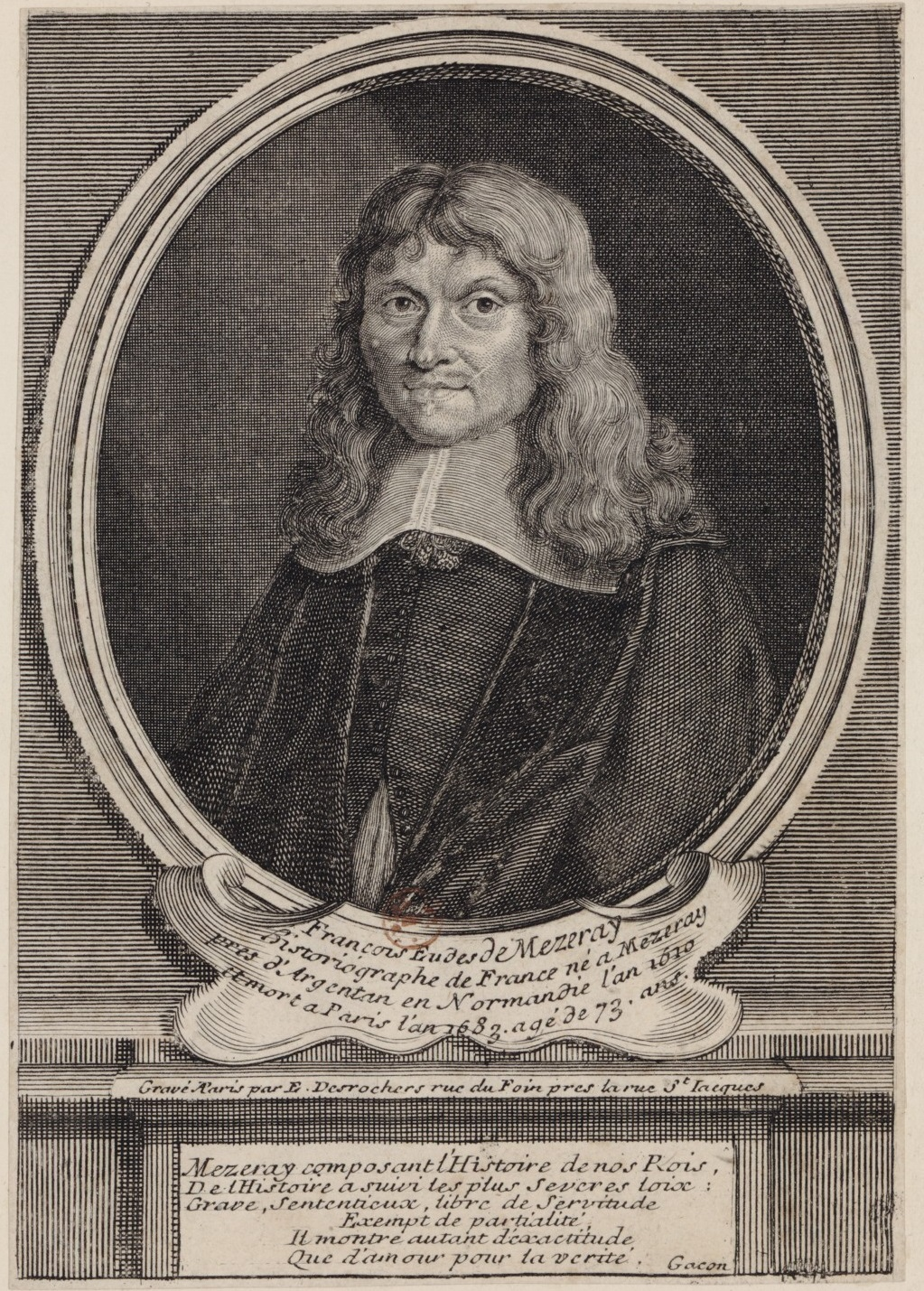
تمكن فرانسوا إيود دي ميزيراي من الوصول إلى الوثائق الأصلية التي تصف إنفلونزا عام 1510.

الكاردينال جورج دي أمبويس كان صديق مقرب ومستشار من الملك الفرنسي، في بعض الأحيان يعتقد أنه مات من الإنفلونزا بسبب انخفاض حاد في الصحة بعد وصوله إلى ليون فيالكاردينال، المعروف أيضا باسم أسقف ليدا، قبل وفاته في 25th ، أدلى بشهادة نهائية حولحالته الصحية انخفضت فجأة، بالإضافة إلى وصول الإنفلونزا إلى أوروبا قبل وبعد بداية الصيف، مما أدى إلى عدم اليقين حول ما إذا كان قد مات من النقرس أو الإنفلونزا، ولكن حتى هذا العام لم يذكر في الرسالة الملكية الفرنسية الكاكاو لوسي

### إنجلترا وايرلندا
تشارلز كلايتون، مؤرخ طبي بريطاني، يدعي أنه لا يوجد وصف مفصل عن الأنفلونزا البريطانية فينل وباري يعتقدون أن انفلونزا 1510 قد انتشرت تقريبا إلى جميع البلدان في العالم باستثناء القارة الجديدة دراسة وبائية حول وباء الأنفلونزا في الماضي استعرضت بيانات مؤرخي الطب السابق، ووجدت أن إنجلترا قد تأثرت في 1510 سنة، وأفادت أن الماشية قدووفقا للسجلات، قد انتشرت أيضا إلى أيرلندا

### اسبانيا والبرتغال

انتشرت الإنفلونزا في إسبانيا والبرتغال في نفس الوقت الذي وصلت فيه إلى جبال الألب.

وصلت الأنفلونزا إلى شبه الجزيرة الإيبيرية في وقت مبكر بعد إيطاليا، وذلك بسبب التجارة والطرق الحجة المترابطة بين إسبانيا والبرتغال والممالك الإيطالية. بدأت الحالات تظهر في البرتغال في نفس الوقت تقريبا دخل المرض الإمبراطورية الرومانية المقدسة. وافادت الانباء ان المدن الاسبانية «قد افرزت» بسبب انفلونزا عام 1510 .

## الأمريكتان

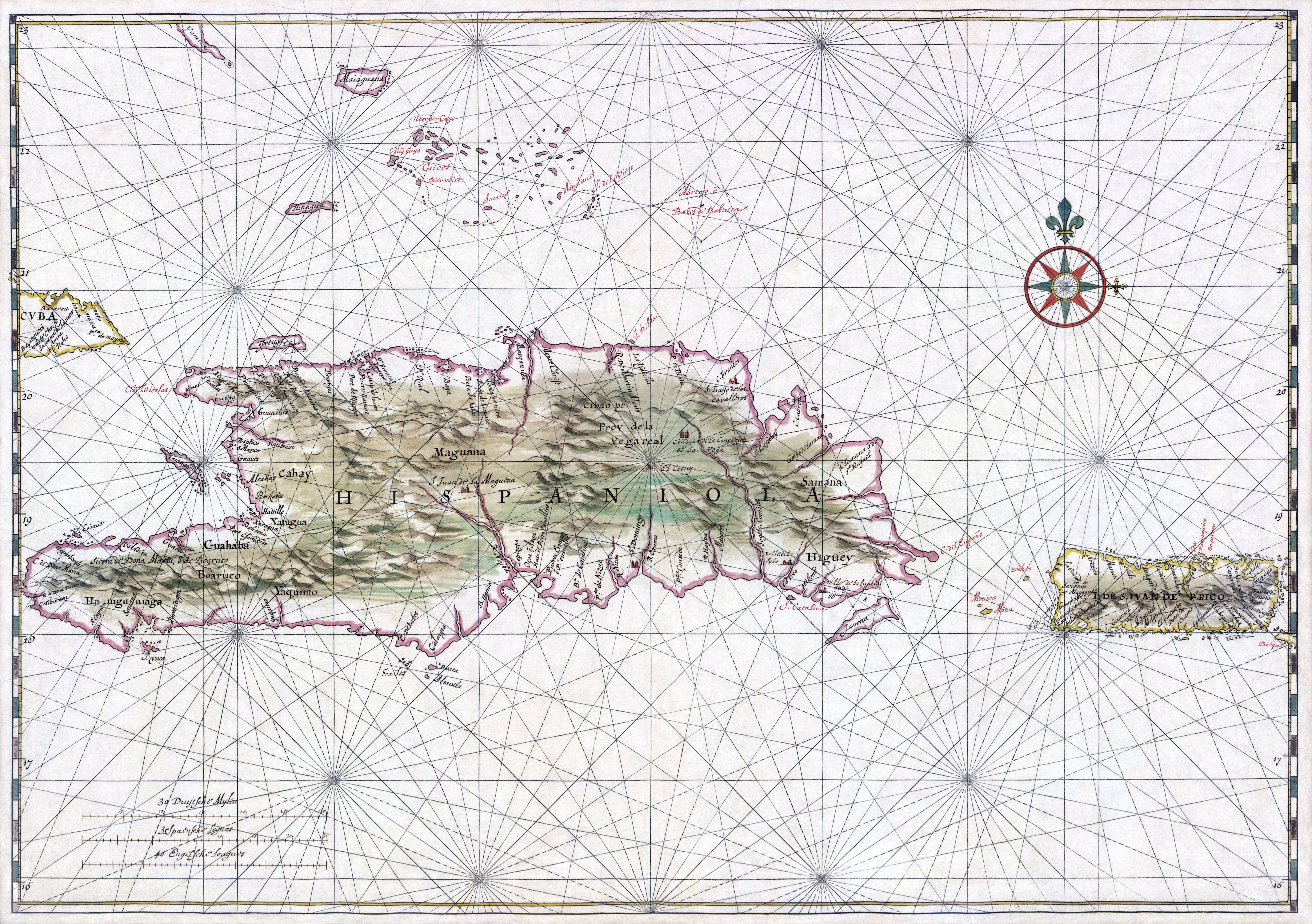
هاجمت الإنفلونزا من قبل جزيرة سانتو دومينغو في عام 1493 مع عواقب وخيمة.

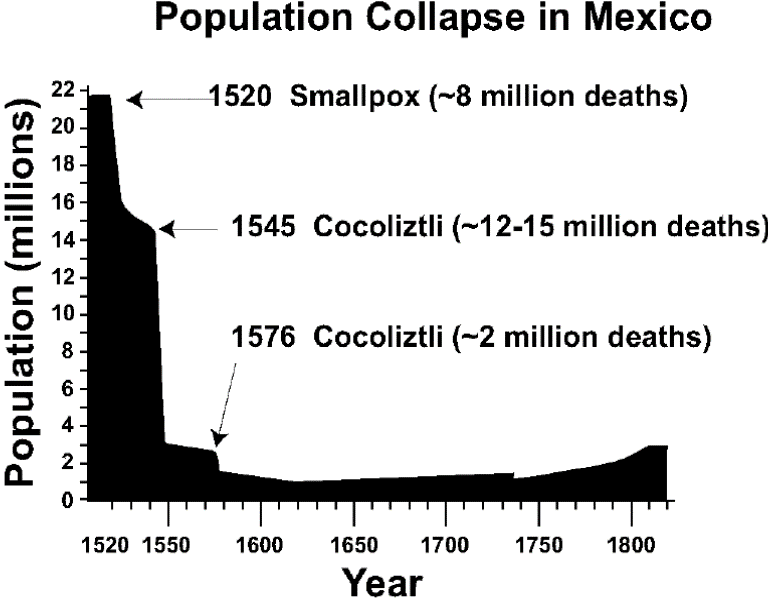
رسم بياني للتراجع السكاني في وسط المكسيك بسبب الأوبئة المتتالية

لا توجد سجلات للنفوذ التي تؤثر على العالم الجديد في عام 1510، على الرغم من أن العديد من القوى الأوروبية الأخرى مثل فرنسا وإنجلترا والبرتغال كانت ترسل أساطيلها الأولى من السفن إلى العالم الجديد بعد إسبانيا. وكانت الأنفلونزا قد أصابت جزيرة سانتو دومينغو (الآن هيسبانيولا) في عام 1493. ومع ذلك، فإن الانخفاض الحاد في أعداد الهنود الحمر بسبب الأمراض المستوردة من إسبانيا في هذه التسعينات وأوائل القرن التاسع عشر موثق، ولا سيما بسبب الجدري.

## العلاج والدواء
وكانت التقرحات على الجزء الخلفي من الرأس والكتفين أحد أشكال العلاج الموصوفة في أوروبا للإنفلونزا. واعتبر باري العلاجات الشائعة لإراقة الدماء وتطهيرها خطيرة بشكل خاص على مرضى الإنفلونزا في 1510. كانت مشاكل الألم فوق المدارية والرؤية من أعراض كوكتشيلو، لذلك قد يكون الذين يعانون من شعور بإغراء ارتداء أغطية بسبب حساسية الضوء. تصف شورت بعض العلاجات الطبية لأنفلونزا 1510 بما في ذلك «بولي أرمونياك، لينتوس الزيتية، الهرولة الصدرية.»

## أصل أنفلونزا 1510
افترض جوستوس هيكر وجون باركين أن إنفلونزا 1510 نشأت من شرق آسيا بسبب الطبيعة التاريخية للأنفلونزا الأخرى التي نشأت من المنطقة المذكورة،  بينما في عام 1661 وثق جريجور هورست أن إنفلونزا 1510 انتشرت على طول طرق التجارة من شرق آسيا إلى أفريقيا قبل الوصول إلى أوروبا  بعض الأحيان تقفز فيروسات الإنفلونزا من الطيور المائية المهاجرة في آسيا بعد هجرات جماعية تتجمع بالقرب من مصادر المياه للإنسان والحيوانات الأليفة (والتي يمكن أن تعمل كمحفزات عبر الأنواع لخلق سلالات جديدة من الأنفلونزا الوبائية). لاحظ المؤرخون الأوروبيون أن إنفلونزا 1510 ظهرت في شمال إفريقيا قبل أوروبا، مما دفع بعض المؤرخين الطبيين إلى اقتراح أنها ربما تكون قد تطورت هناك  (تقع أجزاء من شمال إفريقيا أيضًا على طول طرق الطيور المهاجرة، وتحديداً شرق إفريقيا وغرب آسيا وطرق البحر الأسود والبحر الأبيض المتوسط، التي تجعلها عرضة لإعادة التجميع التلقائي لفيروسات الأنفلونزا الوبائية). ولكن لا يوجد دليل مؤرخ أو بيولوجي يشير إلى أن إنفلونزا 1510 نشأت من إفريقيا، على عكس انتشارها فقط، قبل الوصول إلى أوروبا.

## دحض اقتراحات السعال الديكي
وقد تم الاعتراف ب كوكتشيلو 1510 اوالأنفلونزا من قبل علماء الأوبئة الحديثة والمؤرخين الطبيين. وقد شك في الاقتراحات التي كانت ان كوكتشيلو عباره عن السعال الديكي لأن الذين يعانون من البالغين في كثير من الأحيان شهدت أعراض «متهورة» وصفها المعاصرون مثل توماسينو دي بيانكي أو كحمى عالية لمدة 3 أيام، والصداع، والسجود، وفقدان النوم والشهية، والهذيان، والسعال الأكثر حدة في اليوم الخامس إلى عشرة أيام، وازدحام الرئة، والانتعاش البطيء ابتداء من الأسبوع الثاني. سوف البالغين الذين يعانون من السعال السعال عادة لأسابيع قبل أن تصبح تدريجيا أكثر سوء ثم يتعافى على مدى فترة من أشهر. ويعتبر كوكتشيلو من 1510 أن تتأثر بالخبراء بسبب أعراضه المفاجئة، وانتشار المتفجرات، والجداول الزمنية للمرض إلى الشفاء. أول فاشية للسعال الديكي التي يتفق عليها معظم المؤرخين الطبيين هو وصف غيوم دي بيلو لتفشي المرض في باريس في عام 1578.